# 1180 Pułk Strzelecki (ZSRR)
1180 Pułk Strzelecki (ros. 1180 стрелковый полк) – związek taktyczny (pułk piechoty) Armii Czerwonej, po walkach o Sandomierz otrzymał zaszczytną nazwę Sandomierski.
Działania bojowe 1180 Pułk Strzelecki (1180 PS) rozpoczął po ataku III Rzeszy na Związek Radziecki i toczył walki odwrotowe na terytorium Ukraińskiej Socjalistycznej Republiki Radzieckiej. W składzie 350 Dywizji Piechoty 1180 PS przeszedł szlak bojowy przez: Kijów (20.11.1943), Sieniawę (23.07.1944), Sandomierz (19.08.1944), Staszów (12.01.1945), Chęciny (15.01.1945), Małogoszcz (16.01.1945), Brzeg Dolny (31.01.1945) i Lubin (09.02.1945), a zakończył na zachód od Sprembergu (2.06.1945) w ramach operacji berlińskiej.
1180 PS szczególnie odznaczył się w walkach z armią niemiecką o zdobycie Sandomierza. Po walkach dowódca pułku płk Wasyl Skopenko otrzymał Złotą Gwiazdę Bohatera Związku Radzieckiego a 1180 PS nadano zaszczytną nazwę Sandomierskiego.
W rejonie rzeki Skrody i miejscowość Bucze 1180 Pułk Strzelecki został zluzowane przez polską 10 Dywizję Piechoty. Dowodzący pułkiem w czasie walki na ziemiech polskich płk Wasyl Skopenko poległ 27 stycznia 1945 w bitwie o utworzenie przyczółka pod Ścinawą za Wrocławiem.

## Dowódcy pułku
- Andriej Czindin † (09.09.1941 – 31.01.1942[6])
- kpt. Roman Poliakow † (02.05.1942 – 07.07.1942[7])
- Maksym Biełowodow (08.05.1942 – 14.07.1942)
- Michaił Alechin
- Siergiej Tugolukow (13.08.1942 – 09.04.1943)
- Gieorgij Frołow Фролов (18.09.1942 – 21.08.1943)
- Josif Chmielewskij (18.09.1942 – 18.05.1943)
- Piotr Poleszuk (26.08.1943 – 30.08.1943)
- Wasyl Skopenko † (05.10.1943 – 27.01.1945)
- Jakow Gajdan (31.01.1945 – 03.07.1946)[2]